# Купание красного коня
«Купа́ние кра́сного коня́» — картина русского художника Кузьмы Петрова-Водкина. Написана в 1912 году, стала этапной для художника и принесла ему мировую известность.

## Картина

### История создания
Летом 1912 года Петров-Водкин жил на юге России, в Хвалынске. Первая и вторая версии картины были им написаны на хуторе Мишкина Пристань, в нескольких километрах от деревни Гусевка. От этой стадии работы сохранилось несколько зарисовок с фигурами мальчика и коня. Первый вариант картины был уничтожен или записан автором, второй известен по чёрно-белой фотографии. На них обоих присутствовала четвёртая фигура, придерживающая коня спереди.
Вернувшись в Санкт-Петербург осенью, Петров-Водкин начал работу над третьим, окончательным вариантом картины.

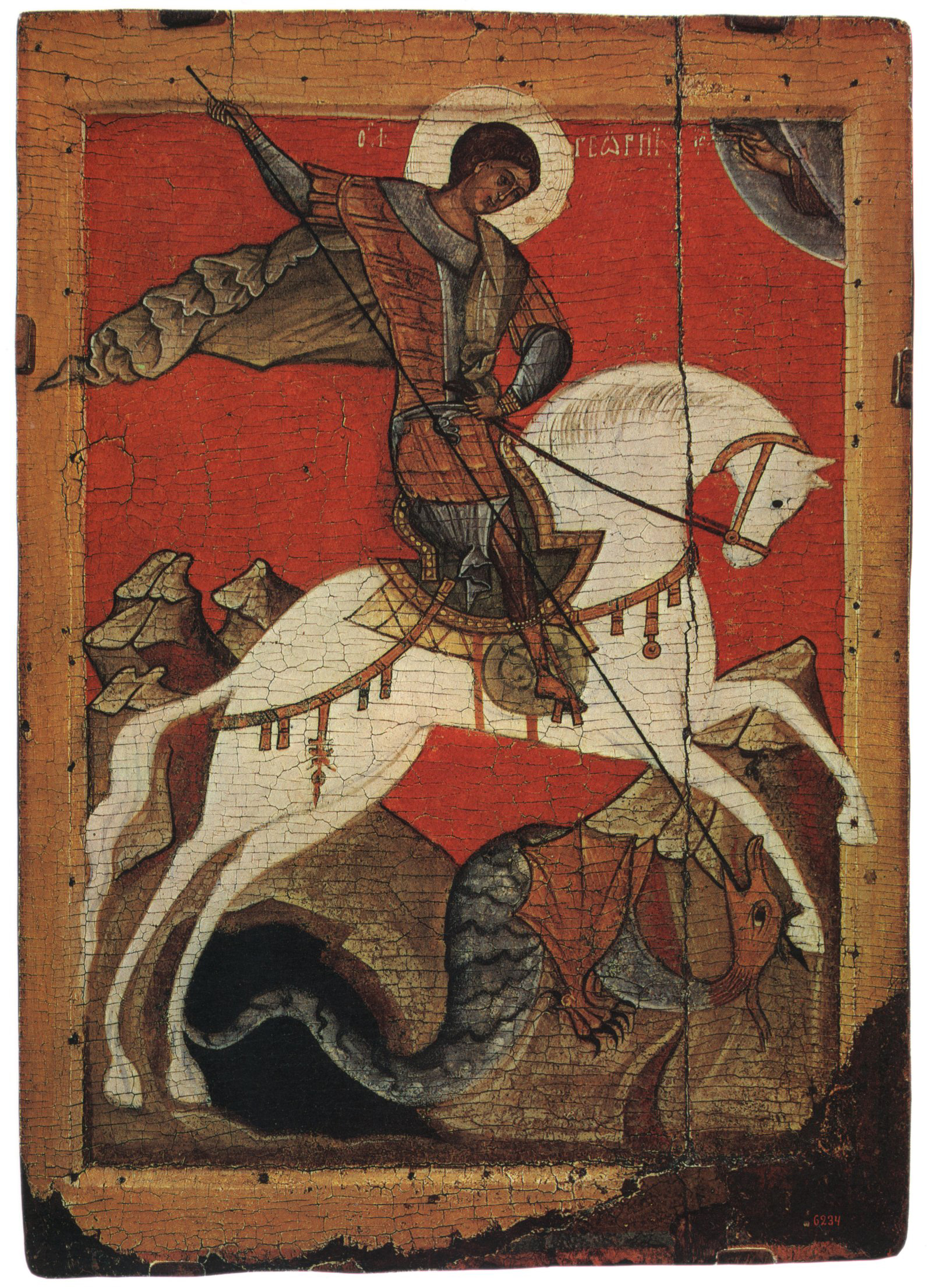
Чудо Георгия о змие. Икона новгородской школы. 1390-е гг. Дерево, темпера. Государственный Русский музей, Санкт-Петербург

### Предпосылки создания картины

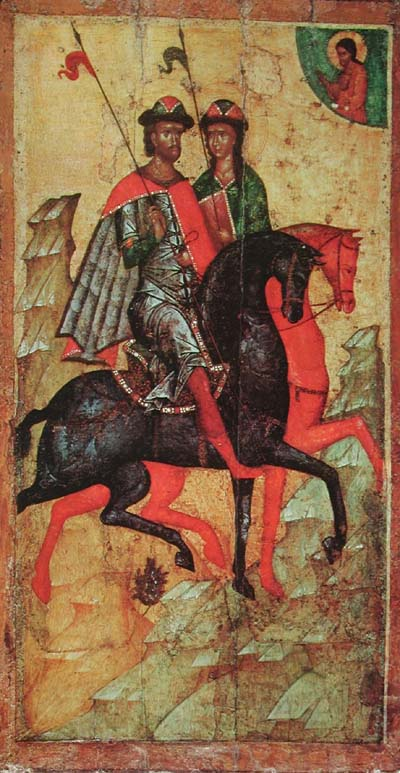
Князья Борис и Глеб на конях. Сер. XIV в. Дерево, темпера. Государственная Третьяковская галерея, Москва

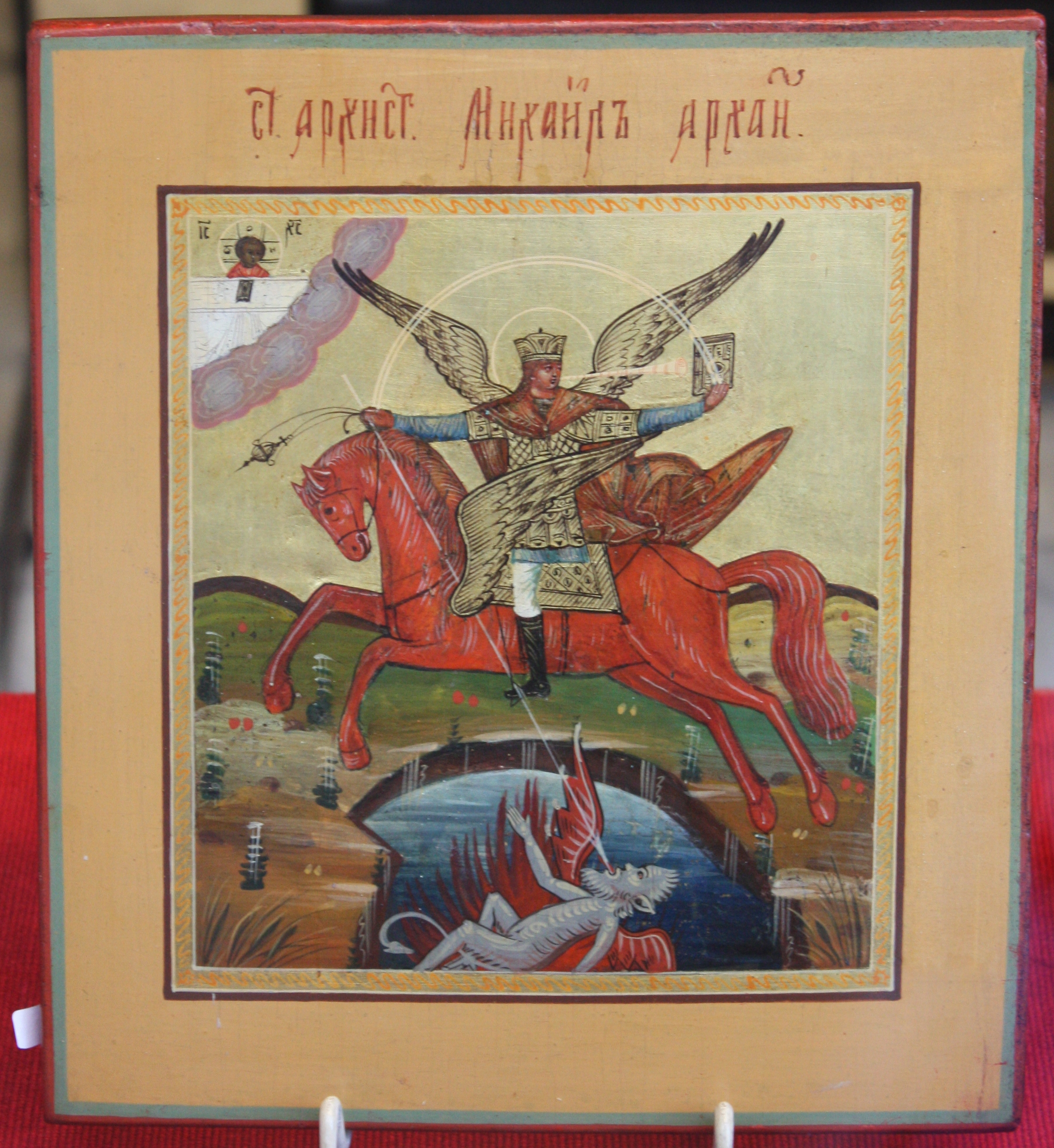
Чудо архангела Михаила. XVII в. Дерево, темпера. Вена, Городской исторический музей

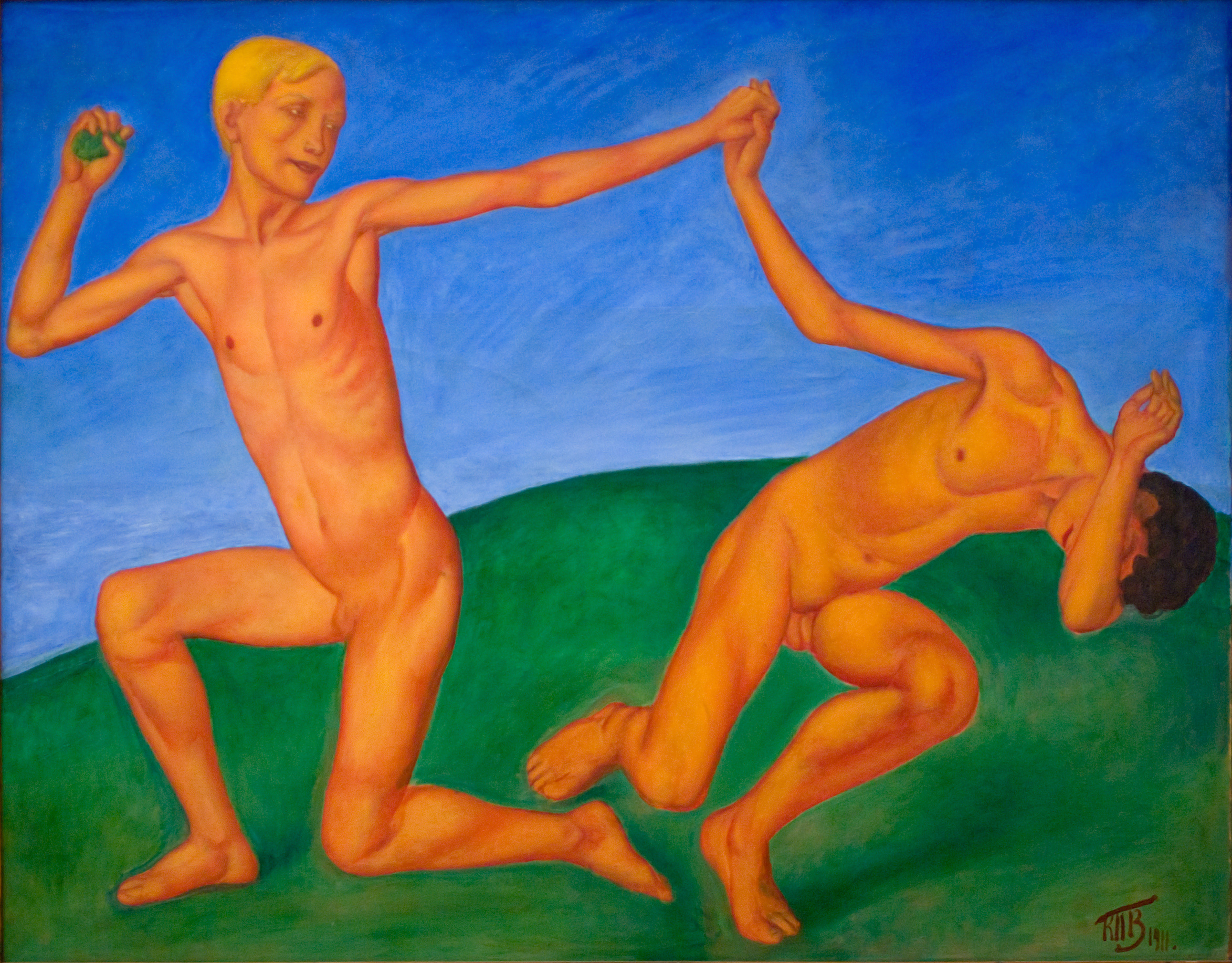
К. Петров-Водкин. Мальчики. 1911. Холст, масло. Государственный русский музей, Санкт-Петербург

К. С. Петров-Водкин в своём творчестве стремился к созданию «новой живописно-философской картины мира», разрабатывал собственную теорию «пластической формы». В 1916 году художник изучал фрески мастера Дионисия в росписи Рождественского собора Ферапонтова монастыря на русском Севере. В 1920 году Петров-Водкин совершил поездку в Великий Новгород, осматривал росписи XIV—XV века, в том числе фрески Феофана Грека в церкви Спаса Преображения на Ильине улице (1378). Выступал с лекциями об искусстве. В 1919—1924 годах художник был одним из членов-учредителей Вольной философской ассоциации (Вольфила). Среди её организаторов были Р. В. Иванов-Разумник, Андрей Белый, А. А. Блок, В. Э. Мейерхольд, Н. Н. Пунин. Духовное преображение человека члены ассоциации предлагали осуществлять не только путём внутреннего самоуглубления, но и посредством «очищающего огня Революции». Возможно, с этим связано пристрастие живописца к красному цвету, символике «революционного огня».
Романтика первых лет революции причудливо соединялась в его творчестве с идеализмом художественного мышления. Петров-Водкин сумел найти оригинальные способы символической трактовки изобразительного пространства, отсюда его теория сферической перспективы и взаимодействия трёх основных цветов: красного, синего и жёлтого как выражения «философских категорий бытия». Петров-Водкин считал сферическую перспективу отражением «единого целого космоса» и связывал её с «построением формы цветом» по методу Сезанна. Вместо термина «конструкция» художник использовал определение «беспредметная цвето-форменная сущность».
Тем не менее его произведения при несомненном новаторстве остаются в русле классической традиции. В период 1919—1921 годов Петров-Водкин много выступал с лекциями и теоретическими статьями об искусстве. В их содержании ощущается влияние идей Н. К. Рериха, К. Э. Циолковского, «космизма» философа Н. Ф. Фёдорова, естествоиспытателя В. И. Вернадского. В 1920 году на заседании Вольфилы К. С. Петров-Водкин прочитал доклад «Наука видеть» о «правильном восприятии окружающего мира и о форме, которая создается цветом». В картине «Купание красного коня» очевидно переосмысление классических принципов формообразования, «построения формы цветом». Петров-Водкин соединил в этой картине «новейшие достижения французского постимпрессионизма, цветовую пластику Гогена и Матисса с символизмом европейского модерна, традициями византийской и древнерусской иконописи и фрески… В этом Петров-Водкин, безусловно, классик, в ином — модернист».
В картине «Купание красного коня» довольно неожиданно эпизод из быта коневодов превратился в символ целой эпохи российской истории. "Образность картины заключается не в цитировании символических атрибутов, а в мощном звучании красного цвета — реминисценции древнерусских фресок Андрея Рублева и Дионисия, а также ритма рельефов фриза Парфенона Афинского Акрополя, сияния византийских мозаик, пластицизма П. Гогена и А. Матисса. В 1914 году, когда разразилась Первая мировая война, многие увидели в картине Петрова-Водкина «символизм русской национальности, исконного лика России». Сам же художник воскликнул: «Так вот почему я написал „Красного коня“!».
Исследователи отмечают аналогии творчества Петрова-Водкина с произведениями итальянских «метафизиков» Дж. де Кирико, К. Карра, Дж. Моранди и называют русского живописца «глубоким реалистом-метафизиком, строящим свою художественную систему на сложном балансе стилевых черт». Поэтому творчество Петрова-Водкина «можно уподобить зеркалу, смотрясь в которое Запад узнаёт в себе Восток, а Восток — Запад».

### Композиция и символика картины

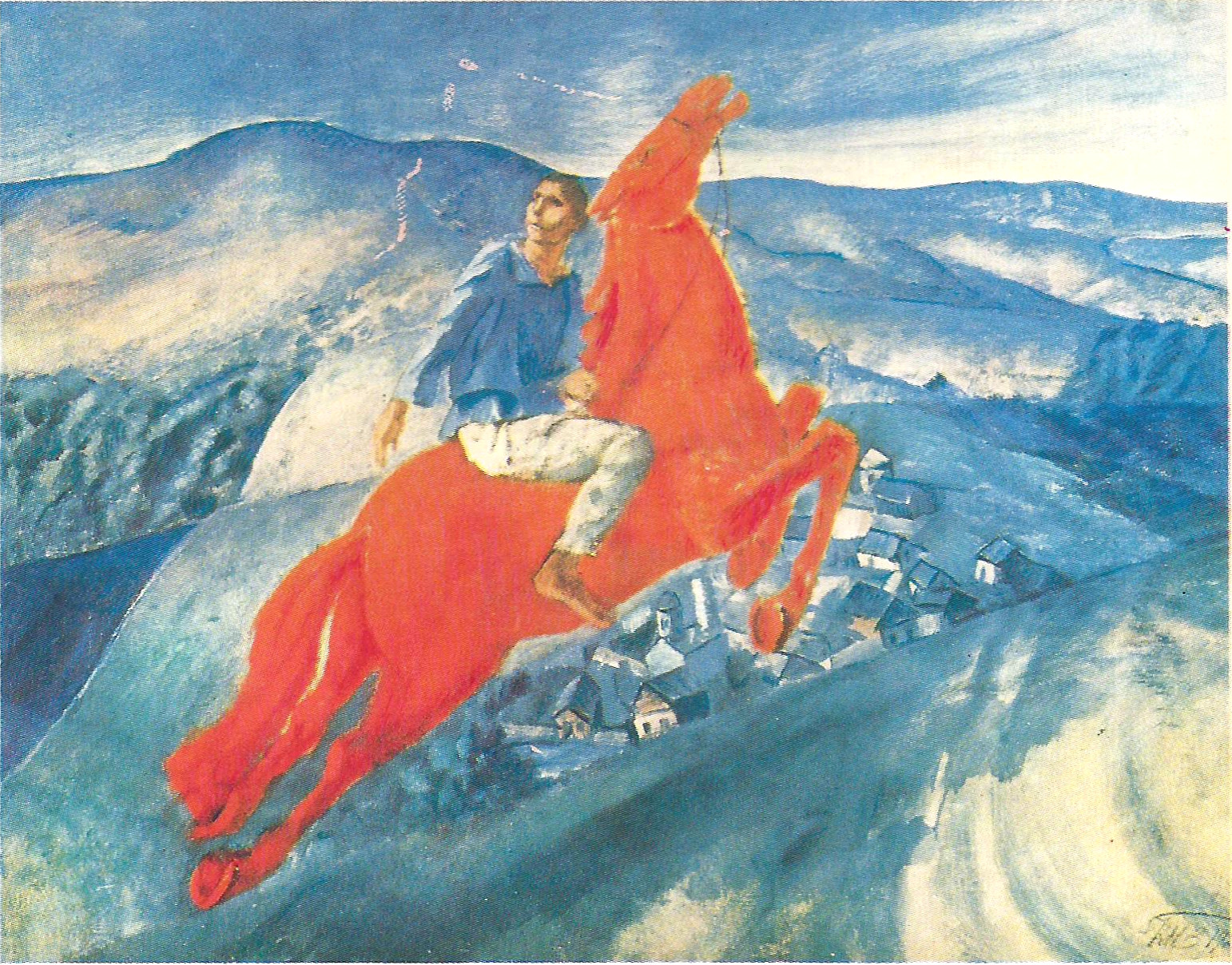
К. Петров-Водкин. Фантазия. 1925. Холст, масло. Государственный русский музей, Санкт-Петербург

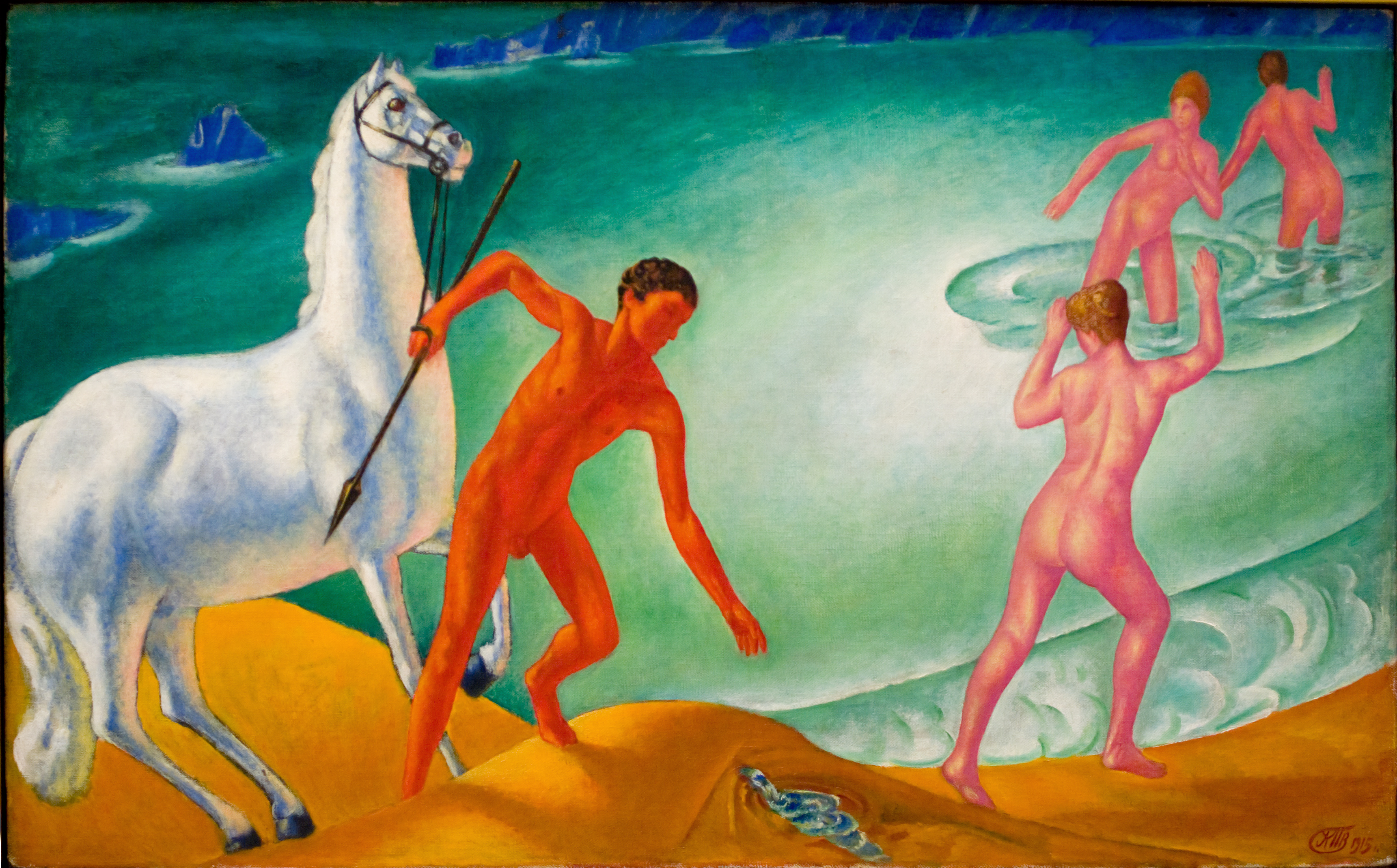
К. Петров-Водкин. Жаждущий воин. 1915. Холст, масло. Государственный русский музей, Санкт-Петербург

На большом почти квадратном полотне изображено озеро холодных голубых оттенков, которое служит фоном для коня и всадника. Фигура красного жеребца занимает передний план картины почти полностью. Он дан так крупно, что часть изображения обрезаются рамой картины. Насыщенный алый цвет кажется ещё ярче по сравнению с прохладным цветом пейзажа и светлым телом мальчика. От ноги коня, вступающего в воду, разбегаются волны зелёного, по сравнению с остальной поверхностью озера, оттенка. Всё полотно является прекрасной иллюстрацией излюбленной Петровым-Водкиным сферической перспективы.
Всего на картине изображено три коня и три мальчика — один на первом плане, верхом на красном коне, два других позади. Один ведёт белую лошадь, другой, показанный со спины, верхом на оранжевой в глубине картины подчёркивает сферичность водоёма. Все три группы связаны единым пластическим движением. Есть предположение, что изначально конь был написан гнедым, и что его цвет мастер изменил, познакомившись с древнерусским искусством новгородской школы, иконописцы которой особенно ценили ярко-алую киноварь. Примечательно, что первая выставка древнерусских икон из собрания братьев Сергея и Степана Рябушинских состоялась в Москве годом позднее создания картины, в 1913 году. Однако Петров-Водкин имел возможность ознакомиться с новгородскими иконами и ранее, в собрании И. С. Остроухова.
Картина с самого начала вызывала многочисленные споры, в которых неизменно упоминалось, что таких коней не бывает. Однако, художник утверждал, что этот цвет он перенял у древнерусских иконописцев: например, на иконе «Чудо архангела Михаила» конь изображён совершенно красным. Как и на иконах, на этой картине не отмечается смешения красок, краски контрастны и как бы сталкиваются в противоборстве «дополнительных цветов».

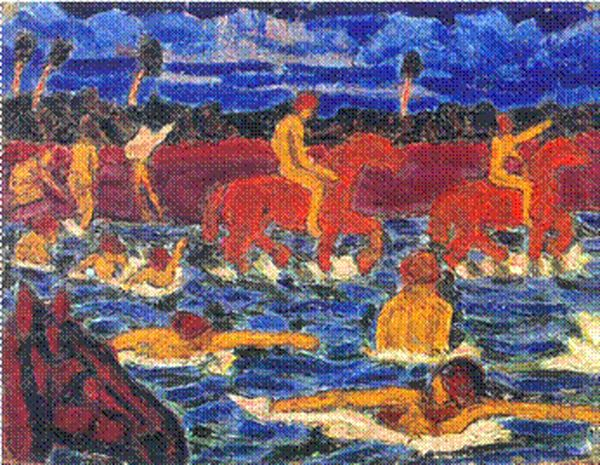
С. И. Калмыков. «Красные кони», Россия, Санкт-Петербург, 1911 г. Государственный музей искусств Казахстана имени А. Кастеева

### Натурщики
Коня Петров-Водкин писал с реального жеребца по имени Мальчик, обитавшего на хуторе.
Для создания образа подростка, сидящего на коне верхом, судя по переписке, художник использовал черты своего любимого кузена Шуры (Александр Иванович Трофимов).
При этом ученик Петрова-Водкина Сергей Калмыков утверждал, что моделью был он: «К сведению будущих составителей моей монографии. На красном коне наш милейший Кузьма Сергеевич изобразил меня. …В образе томного юноши на этом знамени изображен я собственной персоной».
Калмыков с 1910 года учился у К. С. Петрова-Водкина. В 1911 году он написал живописную работу с изображением красных коней, купающихся в воде; возможно, что именно эта ученическая работа вдохновила Петрова-Водкина на создание собственной работы на эту же тему.

## Восприятие современников
Историк искусства и литератор Э. Ф. Голлербах весьма иронично вспоминал о художнике: «Он любил вещать и поучать, очень любил философствовать, и делал это „по-расейски“, то есть неумело и бестолково, открывая Америки и сражаясь с ветряными мельницами. Но в торопливом и бессвязном многословии художника всегда нет-нет да и мелькали драгоценные крупицы мудрости».

Все ретроспективисты были заняты частностями, а в полотне Петрова-Водкина оказался достигнут синтез прошлого и настоящего, указывающий дорогу к будущему. Паоло Учелло и новгородская иконопись, то есть классическая европейская и классическая русская линии, слились в неразрывное целое, подверглись матиссовской аранжировке и превратились в необычайно выразительное высказывание, где прошлое не предается анафеме, но в то же время различимы и ноты пророчества. Именно такого произведения и ждал «Аполлон», произведения, где дыхание русских просторов рифмовалось бы с синевой Тосканы, где подлинно русский образ безболезненно сочетался бы с классической идеальностью, где была бы выразительность авангарда и глубина традиционализма. Блюстители стиля назовут это эклектикой, но можно это назвать и новым единством.

Сколь бы ни была справедлива критика в адрес «Купания красного коня», произведение Петрова-Водкина перестало быть картиной и превратилось в символ, в прозрение, в манифест. В какой-то степени его воздействие не менее сильно, чем воздействие «Чёрного квадрата» Казимира Малевича, и если «Аполлон» и мог что-то противопоставить грядущей катастрофе беспредметности, то только Петрова-Водкина
.
Картина и её сюжет на протяжении многих лет подвергались многочисленным интерпретациям. Основное прочтение: красный конь выступает в роли Судьбы России, ведомому смелым юношей. По другой версии, Красный конь и есть сама Россия, отождествляемая с блоковской «степной кобылицей». В этом случае нельзя не отметить провидческий дар художника, символически предсказавшего своей картиной «красную» судьбу России XX века.
В 1918—1933 годах, когда К. С. Петров-Водкин преподавал, вначале в Петроградских Государственных свободных художественных учебных мастерских, позднее в ленинградском Институте живописи, скульптуры и архитектуры (с 1931 г. Всероссийская Академия художеств), в помещениях института была развёрнута выставка образцов упражнений «в трёхцветке» по живописной системе Петрова-Водкина. Она вызвала негодование Н. Э. Радлова и О. Э. Браза, весьма прогрессивных преподавателей, которые, однако, посчитали, что подобные теории «калечат учащихся». Философ Н. О. Лосский назвал искусство Петрова-Водкина и, прежде всего, его Красного коня, «идеал-реализмом». Подводя итог своим теориям, художник доказывал «особенную углублённость, полноту цветности» и «беспредметную цвето-форменную сущность», которая и является, по его убеждению, «первым элементом художества», обеспечивающим «обдумывание впечатления» (в отличие от поверхностного натурализма или импрессионизма).

## Судьба картины

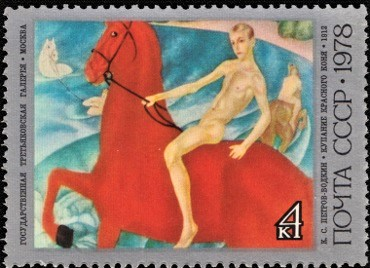
Картина на почтовой марке

Судьба картины складывалась неординарно. Впервые полотно было показано на выставке «Мира искусства» в 1912 году и имело ошеломляющий успех. В 1914 году картина «Купание красного коня» была представлена на «Балтийской выставке» в городе Мальмё (Швеция). За участие в этой выставке Петрову-Водкину шведским королём Густавом V была вручена медаль и почётная грамота.
Разразившиеся Первая мировая война, революция и гражданская война привели к тому, что картина на долгое время осталась в Швеции.
По окончании Второй мировой войны и после длительных переговоров, наконец, в 1950 году произведения Петрова-Водкина, в том числе и картина «Купание красного коня», были возвращены на родину, в семью художника, с помощью Б. Н. Окунева. М. Ф. Петрова-Водкина, вдова художника, предложила из благодарности Окуневу на выбор либо её, либо «Богоматерь Умиление Злых Сердец», и коллекционер намеренно выбрал меньшую, вторую (в итоге картина оказалась в Русском музее). В своё время приобрести картину за 500 рублей предлагали (по его словам) известному учёному-механику В. В. Новожилову. От покупки того остановила не ограниченность средств, а отсутствие помещения для картины. Затем полотно чуть было не оказалось в собрании историка С. Н. Валка, но тот уступил, и картину купила Казимира Константиновна Басевич, которая в 1961 году преподнесла её в дар Третьяковской галерее.